# Mycomya terminata
Mycomya terminata är en tvåvingeart som beskrevs av Garrett 1924. Mycomya terminata ingår i släktet Mycomya och familjen svampmyggor.
Artens utbredningsområde är Oregon. Inga underarter finns listade i Catalogue of Life.